# زهرة داود
زهرة داود هي مقدمة تلفزيونية وعارضة أفغانية، ولدت في 1954 في مزار شريف في أفغانستان.